# Каза Лацарони (Болоња)
Каза Лацарони је насеље у Италији у округу Болоња, региону Емилија-Ромања.
Према процени из 2011. у насељу је живело 7 становника. Насеље се налази на надморској висини од 852 м.